# Spezzatura
In campo finanziario la spezzatura è intesa quale un quantitativo di strumenti finanziari al di sotto del minimo lotto negoziabile nel loro mercato di riferimento, come da delibera dell'11 dicembre 1997. Sono negoziabili nel MTA (Mercato Telematico Azionario) le spezzature di obbligazioni convertibili, azioni e warrants attraverso le consuete fasi di negoziazione giornaliere in Borsa.